# Bugatti EB112
El Bugatti EB 112 es un sedán fastback de 4 puertas, un diseño conceptual presentado por Bugatti Automobili S.p.A. en 1993. Giorgetto Giugiaro de Italdesign Giugiaro fue el responsable del diseño del automóvil. El EB 112 presenta un motor V12 de 450 HP (336 kW) y un sistema de tracción en las cuatro ruedas permanente.

## Diseño
Bugatti S.p.A encargó a Giorgetto Giugiaro de Italdesign Giugiaro la creación de una versión full-size sedán del deportivo EB 110. El resultado fue el EB 112, que era un coche de cuatro puertas de estilo retro con la parte trasera en pendiente, que recordaba a los modelos Bugatti más antiguos, como el conocido Type 57 Galiber. La carrocería estaba realizada completamente en aluminio, con un chasis de fibra de carbono, compartido con el EB 110.

## Presentación
Bugatti debutó con el EB 112 en marzo de 1993, en el Salón del Automóvil de Ginebra. Recibió críticas dispares, debido a su diseño poco convencional. Sin embargo, la revista Automobile lo había calificado como "El automóvil más hermoso del mundo" cuando se presentó.

## Producción
Dado que el Bugatti EB 112 era un diseño conceptual y un proyecto original, el desarrollo se llevó a cabo en la fábrica y se completó en la línea de montaje. Cuando Bugatti Automobili S.p.A quebró en 1995, algunos activos de la compañía fueron adquiridos por el empresario Gildo Pallanca Pastor. Estos activos incluyeron repuestos y tres sedanes EB 112 sin terminar. Dos de ellos fueron completados en 1998 por su firma Monaco Racing Team, ubicada en Mónaco. Un automóvil se terminó en color negro y el otro en color antracita. Cada una de las tres unidades es ligeramente diferente, ya que el coche rojo tiene las luces traseras integradas en el parachoques, en lugar de estar situadas sobre el parachoques como en los otros coches construidos. El estudio de diseño azul (repintado en el mismo rojo que el prototipo de trabajo) difiere de los demás porque tiene más mejoras aerodinámicas, como un sutil divisor delantero y un alerón trasero justo debajo de la ventana posterior.

## Sucesores
El EB 112 tenía varios modelos destinados a ser una evolución de su diseño de 4 puertas. El primero es el EB 218, con un motor W18 y dimensiones más grandes. El segundo fue el 16C Galibier, un concepto de sedán de lujo concebido y desarrollado en 2009.

## Planta motriz
La fuerza motriz del vehículo procede de un motor V12 diseñado por Volkswagen que genera una potencia de salida de 456 CV (335 kW; 450 HP) y 479 lb·pie (649 N·m) de par. Este motor, con 5 válvulas por cilindro, tiene una cilindrada de 6,0 litros en oposición a los 3,5 litros del propulsor del EB110. Está colocado detrás de las ruedas delanteras, más hacia el centro del automóvil (dentro de la batalla) con el fin de obtener una distribución de peso mucho mejor. El EB 112 cuenta con tracción total permanente, puede acelerar de 0 a 100 km/h (62 mph) en 4,3 segundos y tiene una velocidad máxima declarada de 300 km/h (186 mph).

## Propietarios

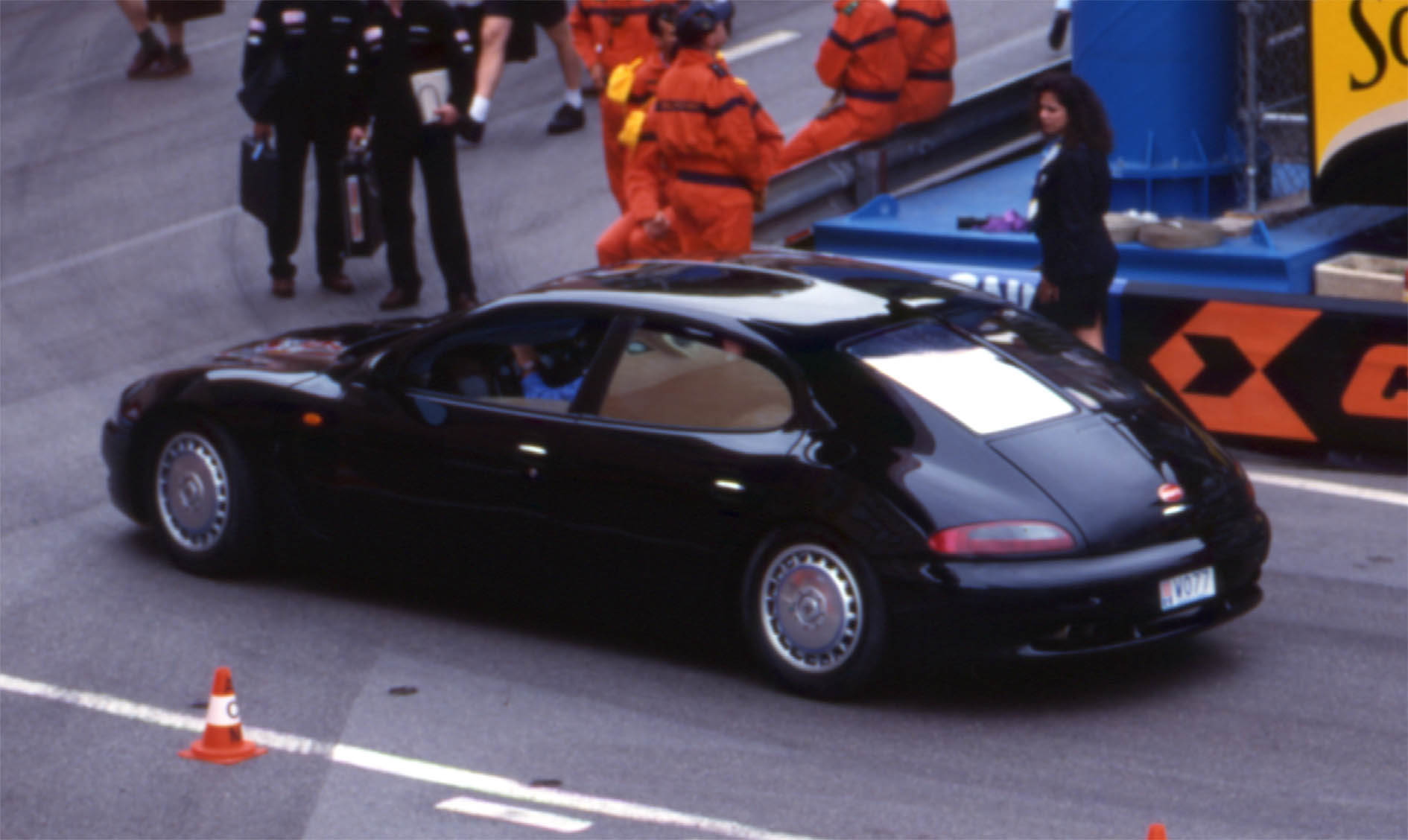
EB 112 negro de Gildo Pallanca Pastor

Un EB 112 negro (n.º de serie 39003), propiedad de Gildo Pallanca Pastor, el actual gerente y propietario de la compañía automotriz francesa Venturi, fue visto conduciendo este coche en Mónaco en 2013. El automóvil fue subastado en 2016. El primer prototipo en funcionamiento (rojo, n.º de serie 39001) es propiedad de Italdesign, mientras que un tercer automóvil de color antracita oscuro fue vendido a un comprador ruso por la firma de Pastor, Monaco Racing Team, que completó la fabricación  del automóvil.